# Relaciones España-Portugal
Las relaciones entre España y Portugal, relaciones hispano-lusas o relaciones ibéricas son términos que hacen referencia a las relaciones internacionales bilaterales entre el Reino de España y la República Portuguesa. Ambos países constituyen la península ibérica. Debido a los lazos histórico-culturales y geográficos entre ambas naciones, sus relaciones se consideran especiales. El balance global de las relaciones diplomáticas hispano-lusas de los últimos cuarenta años es muy positivo. En las últimas cuatro décadas se ha verificado un rápido acercamiento entre los dos países y sus respectivas sociedades. Estados miembros de la Unión Europea (UE), ambos forman parte del espacio Schengen y de la eurozona. Son también miembros de la ABINIA, la AICO, el BERD, la BIPM, el CAF, la CEI, la CEPAL, la CEPE, el CERLALC, la COMJIB, la Fundación EU-LAC, la OCDE, la OEI, la OISS, la OIJ, la ONU, la OTAN y la SEGIB. También comparten su pertenencia al sistema de Cumbres Iberoamericanas.

## Historia

### Precedentes
En la Edad Antigua, los antiguos territorios de Iberia se incorporaron a la provincia romana de Hispania en el Imperio romano, teniendo numerosos enfoques y conexiones a lo largo de la historia. Los romanos introdujeron la lengua latina, antecesora de las modernas española y portuguesa.
En la Alta Edad Media, dos reinos germánicos, el reino suevo y el reino visigodo, se extenderían a lo largo de la península ibérica.
Posteriormente, los árabes conquistaron la península ibérica, renombrándola al-Ándalus. No fue hasta el inicio de la Reconquista cuando empezarían a expandirse los reinos cristianos desde el norte de la península.

### SigloXVII
En la Edad Moderna, se produjo lo que historiográficamente se conoce como la "Unión Ibérica", en la que el Reino de Portugal constituyó una unión dinástica, aeque principaliter, junto con los demás dominios que componían la Monarquía Hispánica bajo los reinados de Felipe II, Felipe III y Felipe IV. Esta unión dinástica duraría desde 1580 a 1640, cuando se produjo la guerra de Restauración portuguesa que conduciría al establecimiento de la casa de Braganza como la reinante en Portugal. En el Tratado de Lisboa de 1668 la Monarquía Hispánica reconocería la total independencia de Portugal.

### SigloXVIII
En la Edad Contemporánea, el desarrollo de una mayor unión y de la amistad con el Reino de Portugal fue una idea recurrente durante el siglo XVIII por parte de pensadores españoles como Carvajal, Ensenada, Campomanes y Floridablanca. Sin embargo en 1762 ocurrió el conflicto hispano-luso, que enfrentó a ambos estados.

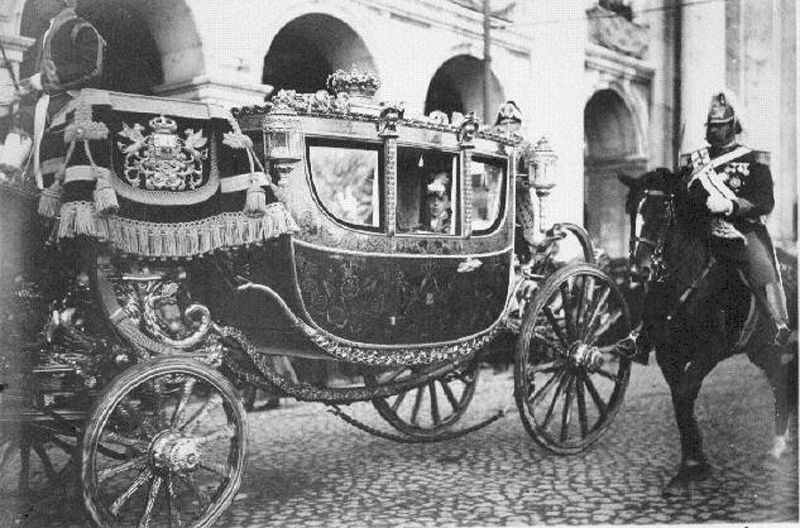
Visita de Alfonso XIII a Portugal en 1903.

### SigloXIX
A mediados del siglo XIX surge el movimiento iberista, promovido por importantes figuras como Sinibaldo de Mas que a través de su libro La Iberia: Memoria Sobre las Ventajas de la Union de Portugal y España, a través del cual, sentó las bases del iberismo.
La crisis de 1890 producida en Portugal favoreció en dicho país la idea ya existente de una «alianza preferencial» con España, sin embargo, no tuvo el desarrollo suficiente tras el fracaso de las propuestas iberistas durante Sexenio Revolucionario y la Primera República— al definirse un nacionalismo portugués ultramarino, colonial y africano.

### SigloXX

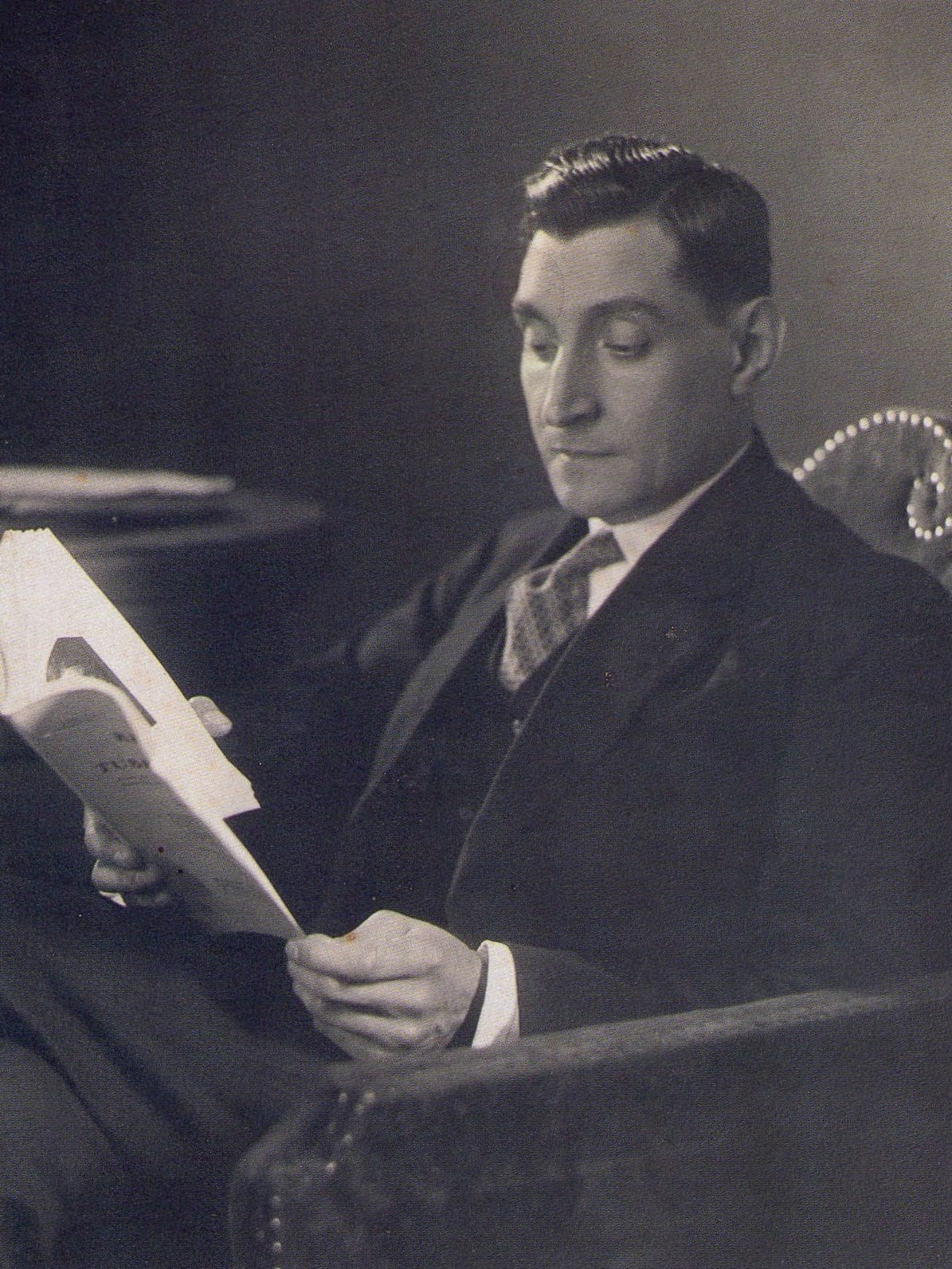
António Salazar. Las dictaduras de Salazar y Franco dominaron buena parte de la historia del de ambos estados.

Desde la Revolución del 5 de octubre de 1910 en Portugal hasta la dictadura de Primo de Rivera en España, que suavizó parcialmente las relaciones bilaterales al encontrar sinergias ideológicas con el régimen portugués, dichas relaciones ibéricas se tornaron complicadas.
Durante la guerra civil española, Salazar apoyó el levantamiento nacional de 1936 desde un primer momento, motivado por la oportunidad de terminar con «las influencias revolucionarias» de la Segunda República Española, y a través de sus fronteras se suministró apoyo a los sublevados. El 17 de abril de 1939 Franco y Salazar firmaron en Lisboa el llamado Pacto Ibérico, un acuerdo de amistad y no agresión. Durante la primera parte de la Segunda Guerra Mundial las relaciones bilaterales empeoraron debido a los intereses moderadamente divergentes de ambos estados en el conflicto como la afinidad de Portugal hacia Inglaterra, llegando a un estado de cuasi-inexistencia de estas durante el año 1941. Un año más tarde, en 1942, una reunión entre Franco y Salazar celebrada en Sevilla en febrero de 1942 sirvió para aproximar las posiciones de ambos países, que en diciembre del mismo año anunciaron la proclamación del Bloque Ibérico.
El gobierno de España se manifestó opuesto a la pertenencia de Portugal (miembro fundador) a la OTAN en múltiples ocasiones. Las relaciones entre España y Portugal hacia 1949 podían considerarse en cualquier caso como buenas. Un desencuentro entre ambos estados se produjo en 1956 a raíz del establecimiento de relaciones diplomáticas por parte de España con India, que estaría relacionado con una divergencia de intereses en la cuestión de las colonias; España era más proclive que Portugal de una forma general a posturas anticolonialistas.
Se considera «incuestionable» que la caída del régimen salazarista en 1974 influyó a la hora de facilitar el proceso español producido tras la muerte de Franco. Sin embargo hay que destacar que el nuevo régimen portugués intentó evitar dar la apariencia de pretender trasladar la revolución a España, adoptando una postura de cautela ante los acontecimientos.
A partir de entonces, ambos países realizaron un camino común hacia la integración europea. Es reseñable en la normalización de las relaciones el ingreso en 1982 de España en la OTAN (organización a la que ya pertenecía Portugal), o la regularización de las cumbres hispano-lusas. El 1 de enero de 1986, se produjo la entrada conjunta de ambos países en la Comunidad Económica Europea (CEE).
A pesar de la no coincidencia de los gobiernos en el plano ideológico, la relación de buena vecindad entre ambos países durante las décadas de 1980, 1990 y 2000, ha sido la tónica dominante.

En 1998, ambos países firmaron la Convención de Albufeira, un acuerdo para regular el uso compartido de ríos transfronterizos como el Duero, el Tajo y el Guadiana. La convención reemplazó un acuerdo original sobre el Duero, firmado en 1927, que se amplió en 1964 y 1968 para incluir a los tributarios. 

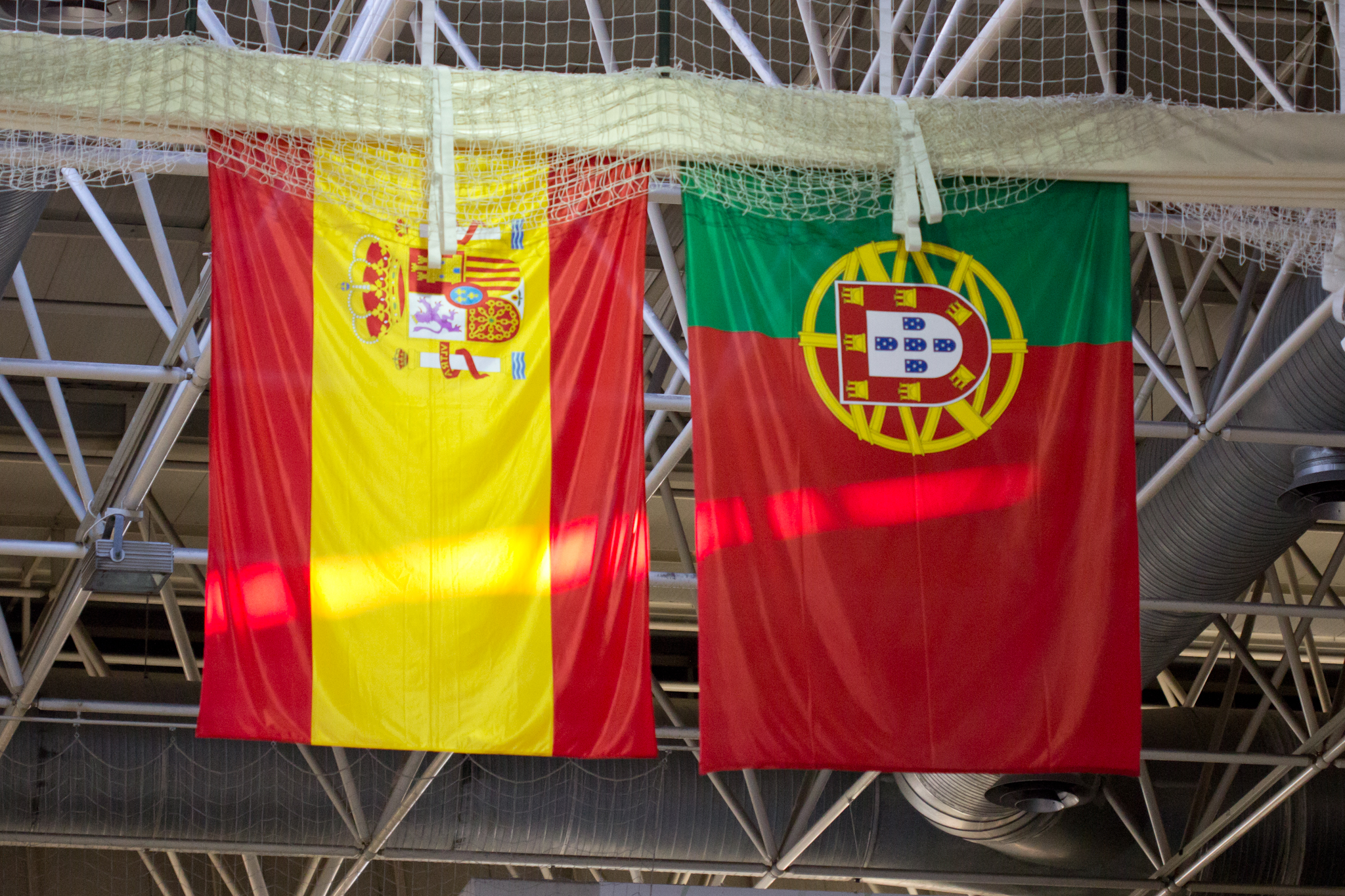
Banderas de España y Portugal durante un partido amistoso de voleibol.

### SigloXXI
Actualmente, ambos países mantienen una excelente relación política bilateral, marcada por un diálogo estructurado que abarca un número importante de áreas. La proximidad de posiciones y la colaboración entre Gobiernos y Administraciones es muy intensa, abarcando áreas tan distintas como: las energías renovables, las interconexiones eléctricas, las infraestructuras, el transporte, la agricultura, la pesca, la economía, lo digital, la ciencia, la educación, la cultura, así como materias más vinculadas a la soberanía del Estado, como la política exterior, la cooperación policial y judicial, además de la seguridad y la defensa.
En abril de 2018, el presidente portugués, Marcelo Rebelo de Sousa, realizó una visita de Estado a España, donde fue recibido por los reyes españoles, Felipe VI y Letizia Ortiz, en el Palacio Real de Madrid. Ambos países establecieron mensajes de unidad y cooperación en el marco común europeo e iberoamericano.
En 2022, como consecuencia de la invasión rusa de Ucrania, se replantearon nuevas propuestas para el transporte del gas natural por Europa. En este sentido, España, Francia y Portugal discutirían el reparto de costes y los plazos para nuevos proyectos energéticos, que llevarían hidrógeno verde desde la península ibérica al resto del continente.

## Disputas territoriales
Olivenza

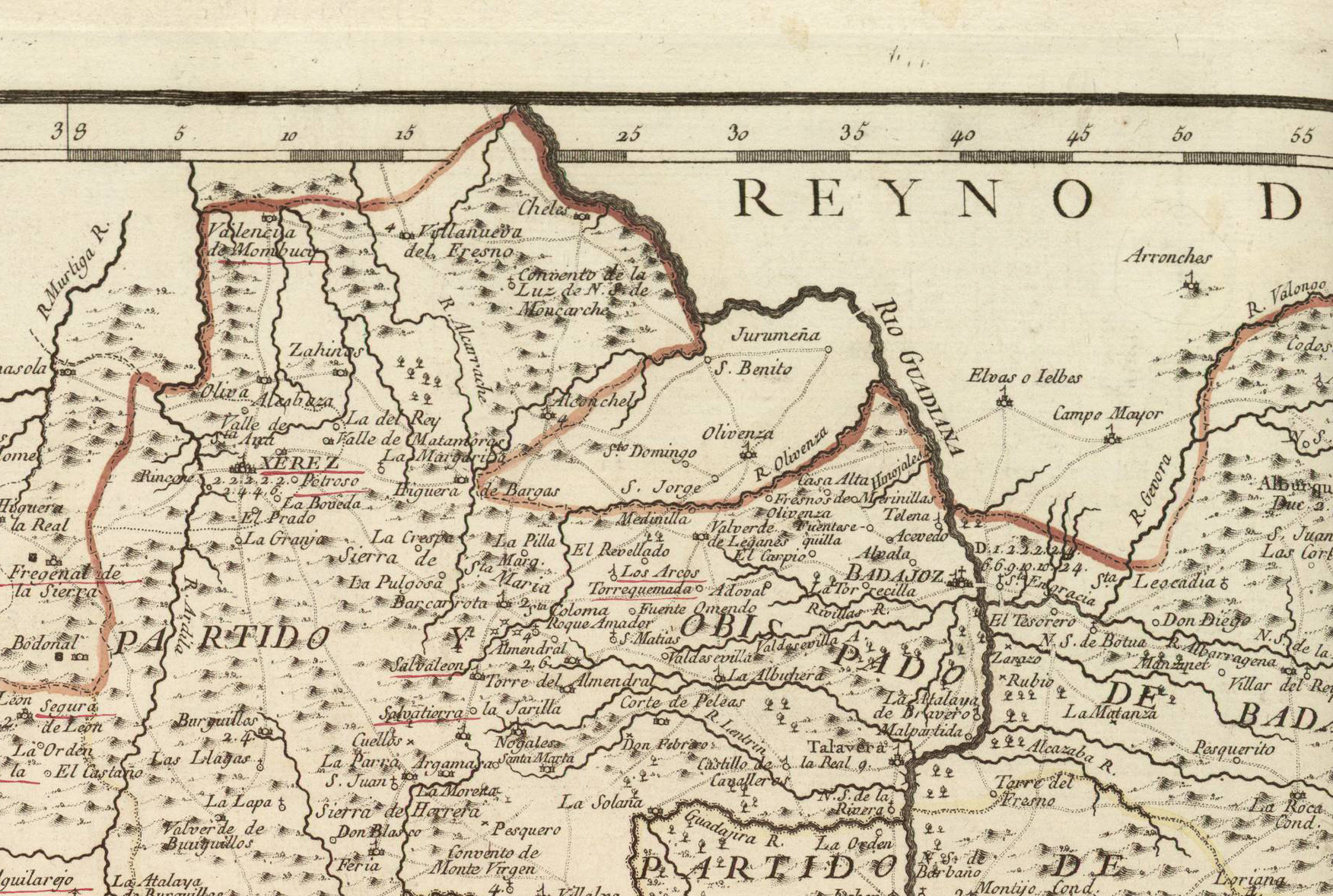
Situación de Olivenza y del reino de Portugal respecto a la provincia de Extremadura en 1766.

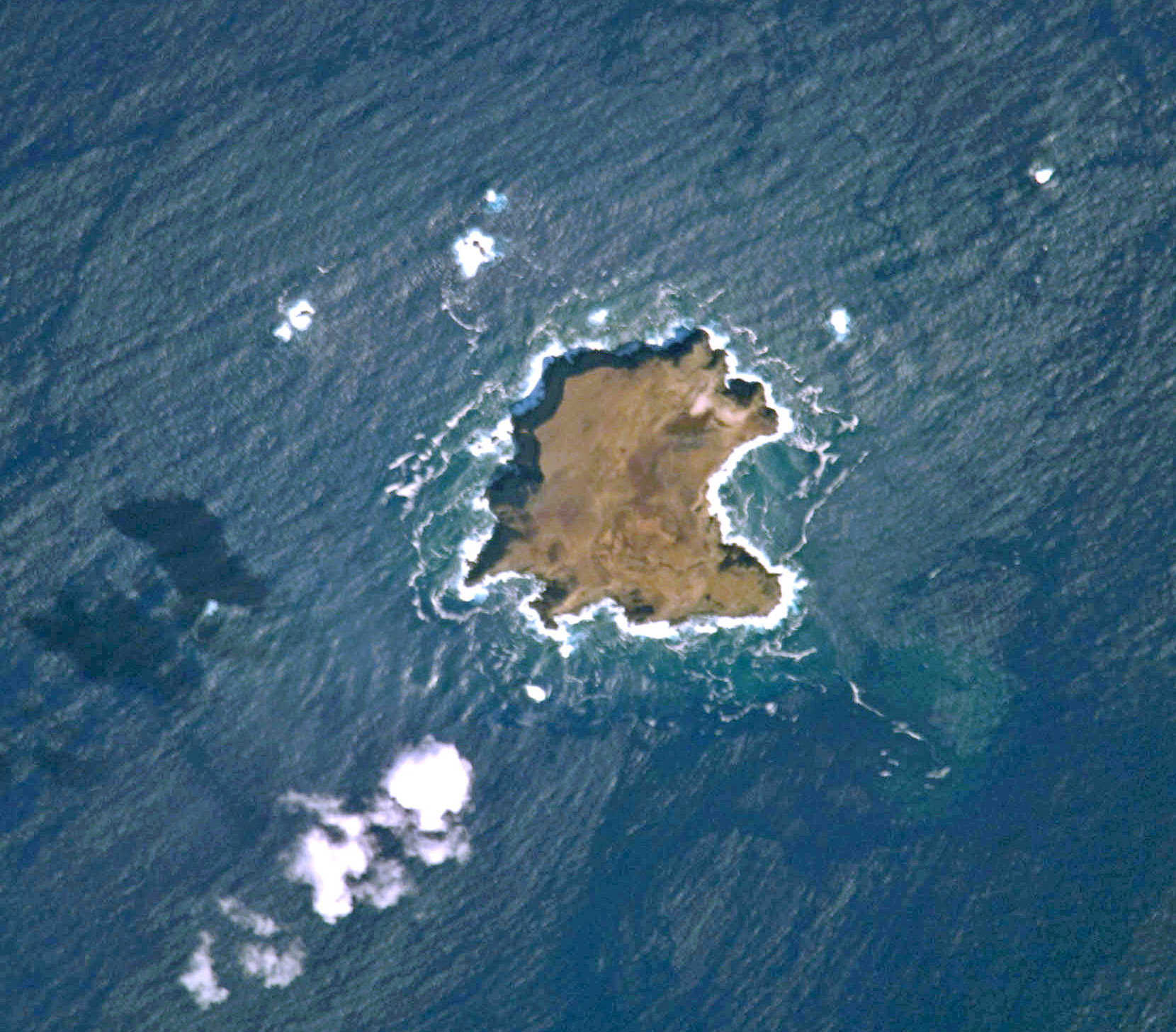
Fotografía satelital de la Salvaje Grande.

Portugal ha defendido que el territorio de Olivenza —un territorio que dejó de pertenecer de facto a Portugal en 1801 situado en la margen oriental del río Guadiana— es un territorio de iure portugués, pero de facto español. El derecho sobre Olivenza del Estado español ha sido defendido por este último con los términos del Tratado de Badajoz de 1801, cuya validez Portugal ha impugnado, sobre la base de la naturaleza del contexto en el que se firmó dicho tratado, y también por los términos del Tratado de París de 1814. Sin embargo esta cuestión ya no es tratada por Portugal en las relaciones bilaterales entre ambos países, siendo calificada en 1999 como sin «actualidad diplomática» por el embajador luso en España.
Islas Salvajes
Ha existido un conflicto territorial concerniente a las Islas Salvajes —un archipiélago que forma parte de la Región Autónoma de Madeira— en la cuestión de aplicación del artículo 121 de la Convención de Montego Bay en el trazado de la línea de la delimitación de la Zona Económica Exclusiva de ambos países entre Canarias y Madeira.

## Iberismo
El iberismo hace referencia a un movimiento sociocultural que aboga por una mejora y profundización de las relaciones entre ambos Estados dentro del marco de la UE, llegando en último término a la integración política (Iberolux). Además, dentro del ámbito iberoamericano, ambos países pueden otorgar la doble nacionalidad a españoles y portugueses sin renunciar a la de origen.
La principal organización del movimiento iberista es la Sociedad Iberista, que tiene presencia tanto en Portugal como en España. 

## Relaciones comerciales
España constituye el primer país en la partida de importaciones de Portugal y es también su segundo cliente, tras Alemania, mientras que Portugal es el tercer país en destino de las exportaciones de España, tras Francia y Alemania.

## Misiones diplomáticas
- España tiene una embajada en Lisboa y un consulado-general en Oporto.[46]
- Portugal tiene una embajada en Madrid, consulados-generales en Barcelona y Sevilla, y un vice-consulado en Vigo.[47]

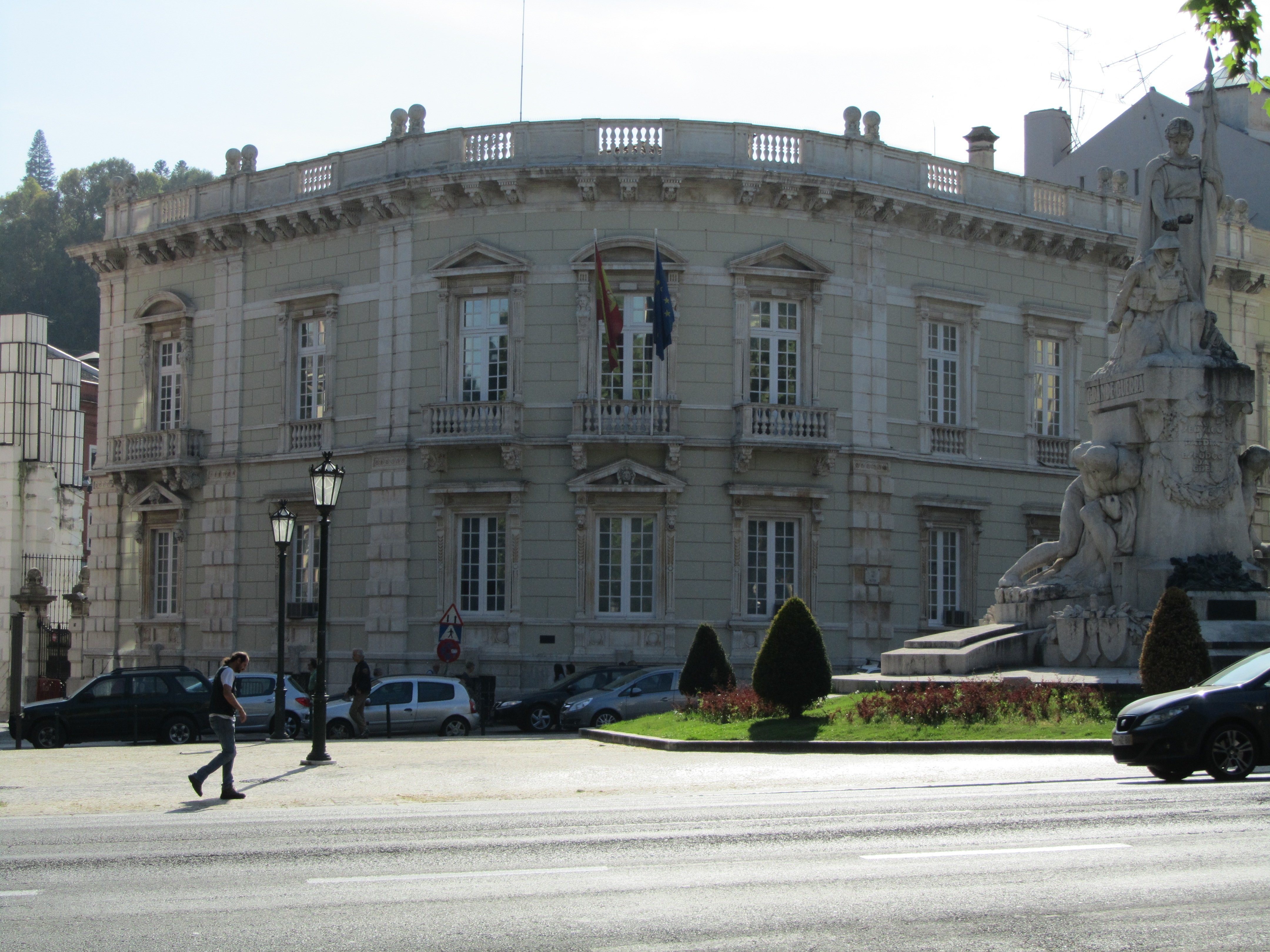
Embajada de España en Lisboa.
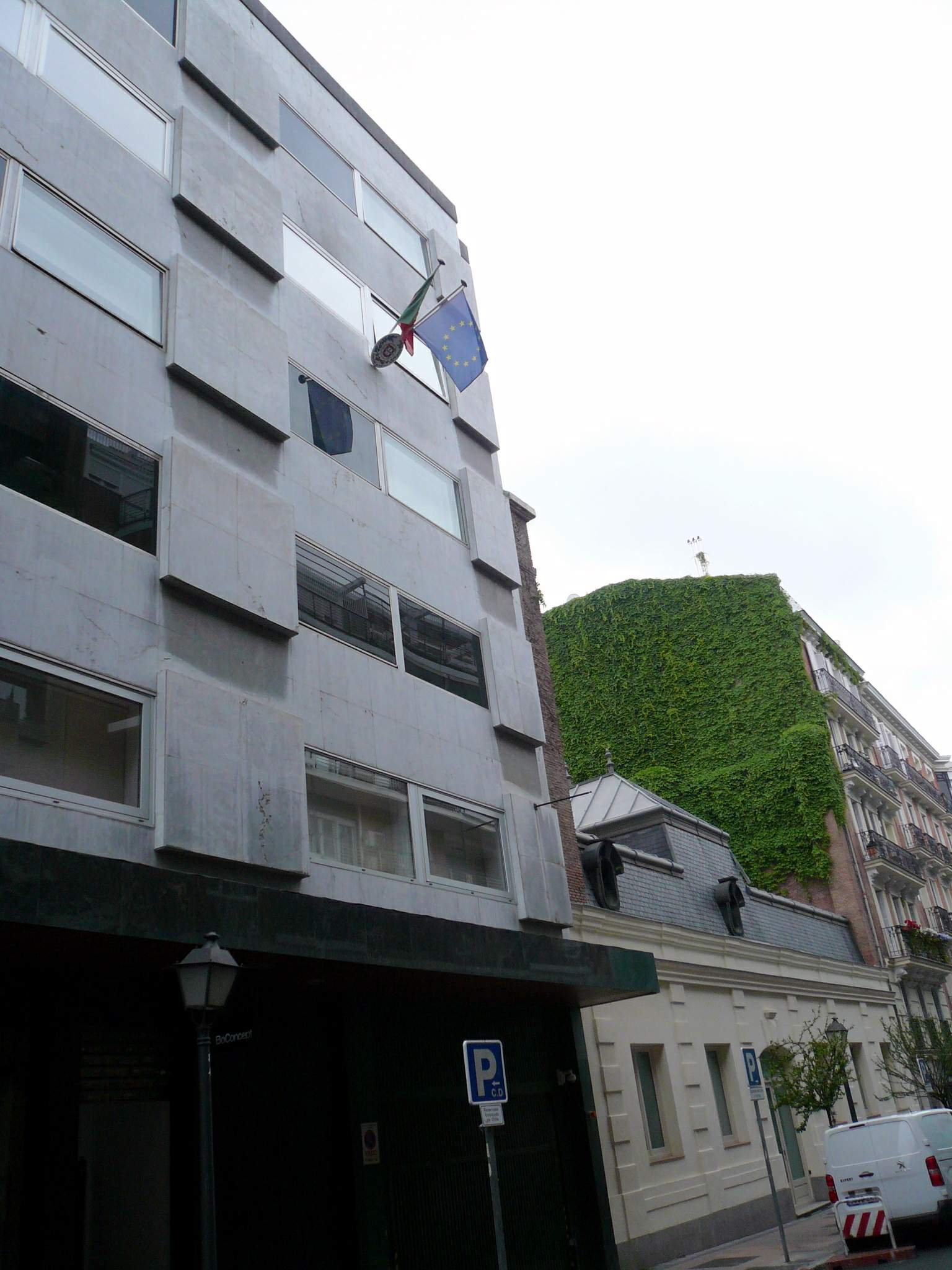
Embajada de Portugal en Madrid.
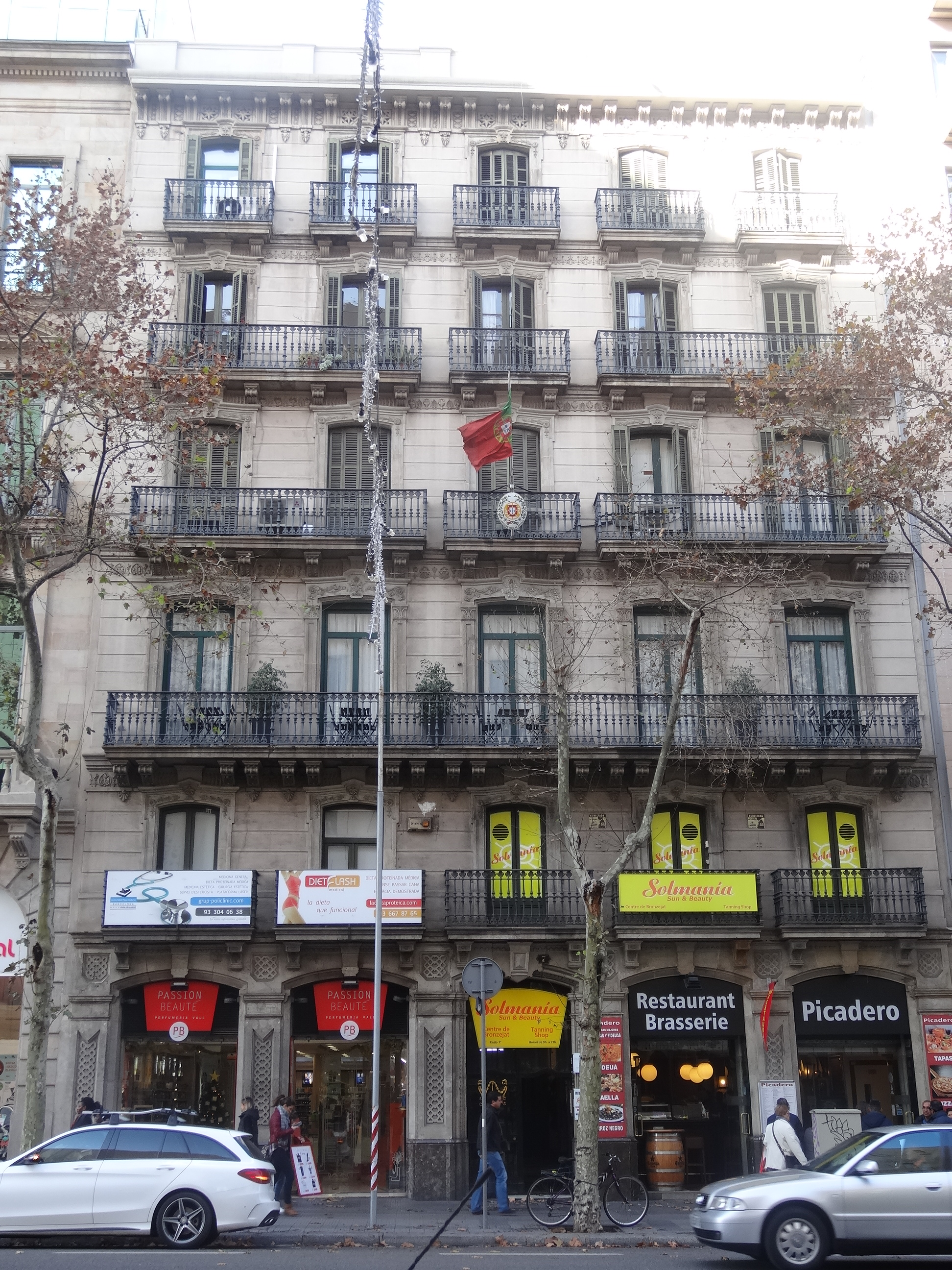
Consulado-General de Portugal en Barcelona.